# Daphnopsis correae
Daphnopsis correae är en tibastväxtart som beskrevs av K. Barringer och L.I. Nevling. Daphnopsis correae ingår i släktet Daphnopsis och familjen tibastväxter. Inga underarter finns listade i Catalogue of Life.